# البروتين الكلي للمصل
البروتين الكلي للمصل ويسمى أيضاً البروتين الكامل للبلازما أو البروتين الكامل, وهوعبارة عن اختبار كيميائي حيوي لقياس الكمية الكاملة للبروتين في بلازما الدم أو مصل الدم.
البروتين في المصل يتكون من ألبومين (albumin) و غلوبيولين (globulin). الغلوبيولين يتكون من الفا1 والفا2 وجاما غلوبيولين.هذه القسيمات بالإمكان ان تحسب بواسطة رحلان البروتينات (protein electrophoresis) لكن اختبار البروتين الكامل يكون اختبار سريع ورخيص الذي يحدد كل التقسيمات. الطريقة التقليدية لقياس البروتين الكامل تتم باستخدام كاشف بيورت (اختبار بيوريت) (Biuret reagent) لكن الطرق الكيميائية الأخرى كطريقة كيلدال (Kjeldahl method) وارتباط الصبغ تكون متوفرة الآن. عملية القياس تكون بواسطة محلل آلي (automated analysers) مع اختبارات المختبر.

## المعدل
المعدل الطبيعي يكون بين 60-85 جرام لكل لتر (6-8.5 ميليجرام لكل ديسي لتر) 
- التراكيز التي تكون اقل من المعدل الطبيعي تكون عادةً نقص تركيز البيومين، على سبيل المثال مرض حاد أو مرض في الكبد.
- التراكيز التي تكون أعلى من المعدل الطبيعي توجد في البارابروتينيميا (paraproteinaemia) وسرطان الدم ولمفومة هودجكين.

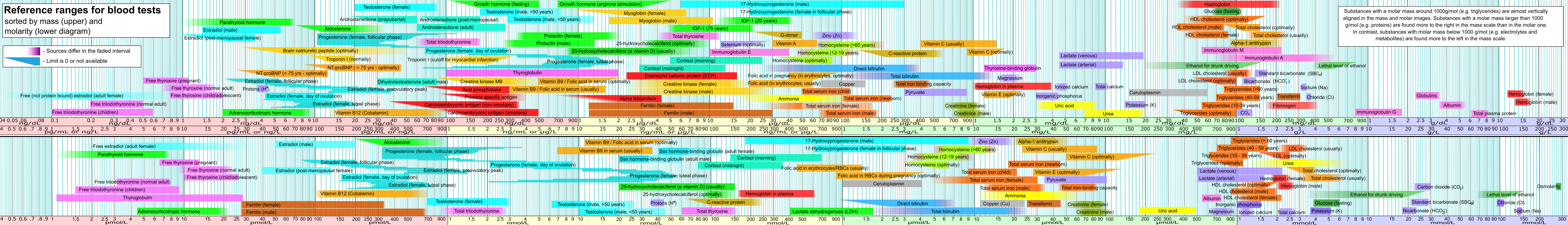
المعدلات الطبيعية للاختبارات الدم مع البروتين الكامل للبلازما (يظهر على اليمين بلون بنفسجي.